# Försvarsladdning 21
Försvarsladdning 21 (förkortat: försvarslng 21) är en svensk licenstillverkad version av den amerikanska truppminan M18 Claymore (Claymore mine) som idag används som försvarsladdning. Verkansdelen är utformad med riktad splitterverkan mot oskyddad trupp och obepansrade fordon såsom personbilar och lastbilar.
Vapnet var tidigare benämnd fordonsmina 12 och truppmina 12 (förkortat: frdm 12 och trpm 12). Namnbytet skedde i samband med att Sverige slutade använda truppminor som del av Ottawafördraget 1999, även kallad "minförbudsfördraget". Vapnet kan i grunden användas som både försvarsladdning (syftmina) och truppmina (trådmina), men i och med minförbudet får vapnet enbart brukas som försvarsladdning. Detta innebär att den ej får placeras ut med snubbeltråd som en trådmina, utan den måste utlösas manuellt (kontrollerbar utlösning) som en syftmina och får inte lämnas obevakad.